# Ocrasa
Ocrasa is een geslacht van vlinders van de familie snuitmotten (Pyralidae), uit de onderfamilie Pyralinae.

## Soorten
- O. albidalis Walker, 1866
- O. nostralis Guenée, 1854
- O. tripartitalis Herrich-Schäffer, 1871